# Canvasförsäljning
Canvasförsäljning är marknadsföringsåtgärder på allmän plats, till exempel i entrén till varuhus eller ute på gator och torg. I allmänhet handlar det om försäljning där konsumenter som hastigast passerar.
Inte sällan anses försäljningsmetoden vara aggressiv. I radio P1:s P1-morgon uppges att Konsumentombudsmannen (KO) och Konsumenternas tele- och internetbyrå (KTIB) fått många anmälningar om aggressiva försäljningsmetoder samt utfästelser och löften som inte hållits. Enligt uppgiftslämnarna är det vidare vanligt att försäljaren haffar kunden i en stressig miljö.
Konsumenträttsligt innebär försäljningsmetoden problem då det oftast saknas konsumentskyddsregler som täcker köpen. När man handlar i en affär har man ingen lagstadgad rätt att ångra köpet. Om man däremot köper något på postorder, av en telefonförsäljare, från Tv-shop, på Internet eller vid hemförsäljning, har man enligt distans- och hemförsäljningslagen (2005:59) 14 dagars ångerrätt. Distans- och hemförsäljningslagen innehåller därutöver krav på att säljaren ska ge tydlig information om hur man kan ångra sitt köp. Lagen gäller dock inte vid canvas/gatuförsäljning. Det innebär bland annat att man inte har någon ångerrätt när man köper något av en försäljare på gatan. Hemförsäljningslagens ångerrätt infördes på 1970-talet med anledning av alla dammsugarförsäljare som vid den tiden ringde på i svenska hem. Gatuförsäljning var däremot inte lika vanlig och undantogs. Bland annat KO har krävt en lagändring så att ångerrätten skall omfatta även gatuförsäljning, så som är fallet i de övriga nordiska länderna.
Vissa företag ger ångerrätt även vid gatuförsäljning, men bestämmer då själva villkoren för denna rätt. Under fjärde kvartalet 2007 hade Konsumenternas tele- och internetbyrå 122 ärenden som gällde gatuförsäljning. Motsvarande siffra för andra och tredje kvartalet var 85 respektive 84 ärenden.
OBS! Reglerna ändrades 2014 i ny "Lag om distansavtal och avtal utanför affärslokaler"